# Josef Georg Ziegler
Josef Georg Ziegler (ur. 26 kwietnia 1918 w Ammerthal, zm. 29 października 2006) – niemiecki ksiądz katolicki, profesor teologii moralnej, pierwszy niemiecki teolog po II wojnie światowej, któremu polska uczelnia nadała tytuł doktora honoris causa. 
Josef Ziegler urodził się w 1918 jako syn nauczyciela szkoły powszechnej (Volksschule) w Ammerthal w Niemczech. Po uwolnieniu z niewoli jenieckiej we wrześniu 1945 rozpoczął studia teologii katolickiej na Uniwersytecie w Ratyzbonie. 29 czerwca 1949 otrzymał święcenia kapłańskie. Następnie sprawował posługę kapłańską w Nittenau i Cham. W 1955 na podstawie dysertacji Die Ehelehre der Poenitentialsummen von 1200-1350 uzyskał stopień doktora teologii. W 1959 następuje habilitacja na podstawie rozprawy Antike Enthaltsamkeit und christliche Jungfräulichkeit napisanej pod kierunkiem prof. Alfonsa Auera. Od 1961 do przejścia na emeryturę w 1983 Josef Ziegler był profesorem teologii moralnej na Uniwersytecie w Moguncji, gdzie m.in. otrzymał tytuł honorowego członka senatu (Ehrensenator). W 1983 roku otrzymał jako pierwszy niemiecki teolog po II wojnie światowej tytuł doktora honoris causa Akademii Teologii Katolickiej w Warszawie. Zmarł 29 października 2006. Został pochowany 3 listopada 2006 w Ammerthal.